# ديفيد فيلالبا
ديفيد فيلالبا (بالإسبانية: David Villalba) هو مدرب كرة قدم ولاعب كرة قدم باراغواياني في مركز الدفاع، ولد في 13 أبريل 1982 في سان لورينزو في باراغواي. شارك مع منتخب باراغواي لكرة القدم. أما مع النوادي، فقد لعب مع أوليمبيا أسونسيون وديبورتيس توليما وسبورتيفو لوكوينو ونادي ديلفين.

## وصلات خارجية
- ديفيد فيلالبا على موقع قاعدة بيانات كرة القدم.إي يو (الإنجليزية)
- ديفيد فيلالبا على موقع ناشيونال فوتبول تيمز (الإنجليزية)
- ديفيد فيلالبا على موقع Soccerway.com (الإنجليزية)